# You Are Teddybears
You Are Teddybears är ett musikalbum från 1993 av den svenska musikgruppen Teddybears Sthlm (som senare bytte namn till Teddybears).

## Låtlista
1. Powertrip
2. Step On It
3. Goldfinger
4. Silicon Sally
5. At the Dentist’s
6. Incapacitation
7. Backbite
8. The Art Sucks It Up
9. Move It Vomit
10. Taken By Surprise
11. Big Stuff
12. In The Bus
13. Only In America
14. Global Motor Seizure
15. Gimme No Producer
16. Fuse
17. Flyman